# اچ‌ام‌اس گرافتن (۱۷۰۹)
اچ‌ام‌اس گرافتن (۱۷۰۹) (به انگلیسی: HMS Grafton (1709)) یک کشتی بود که طول آن ۱۵۰ فوت (۴۵٫۷ متر) بود.